# Le Mystère des chandeliers
Pour les articles homonymes, voir Chandelier (homonymie).

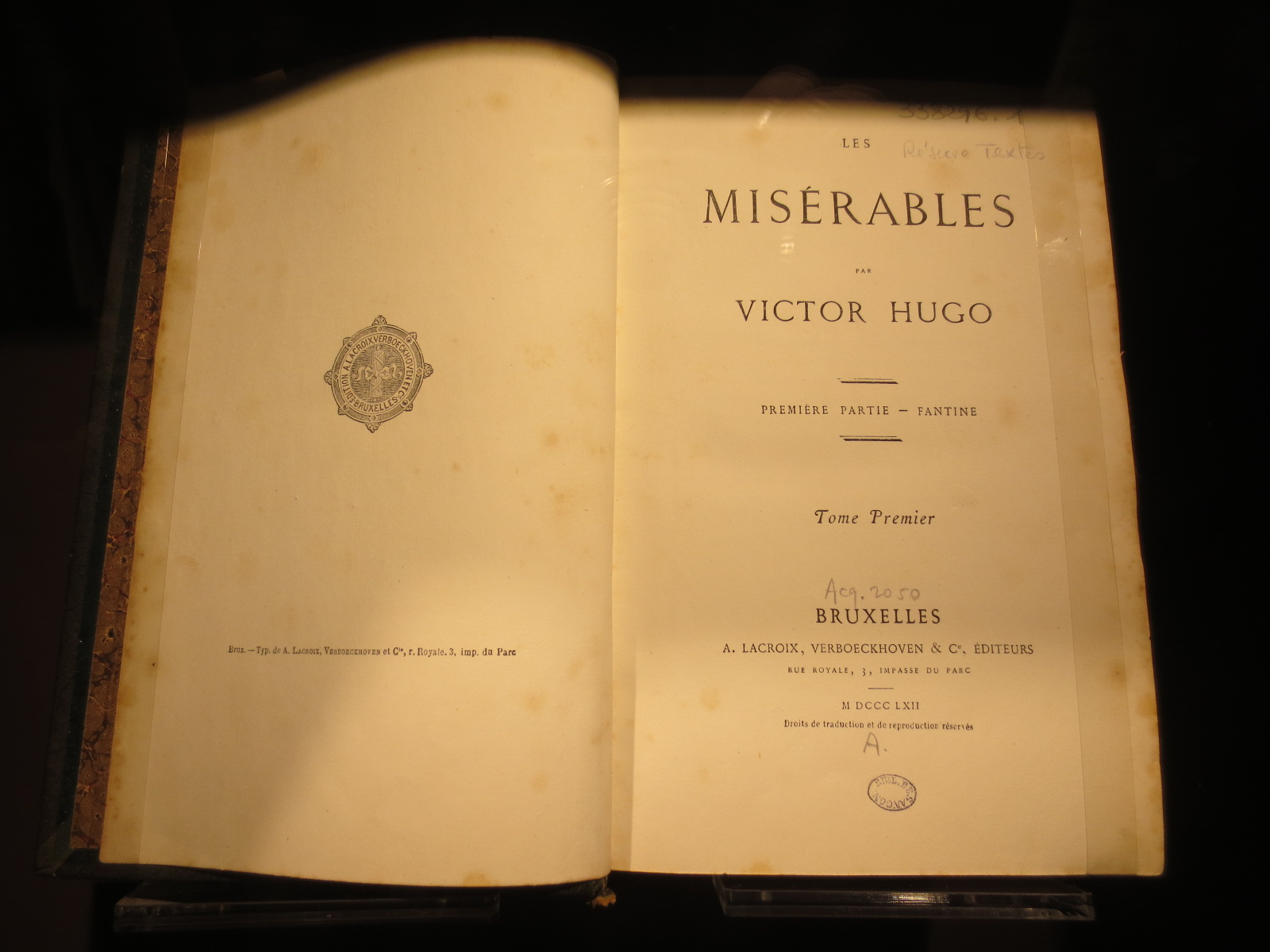
Exemplaire original du tome I des Misérables, dont cette bande dessinée est très librement inspirée.

Le Mystère des chandeliers est une bande dessinée de Giovan Battista Carpi mettant en scène les personnages de l'univers des canards de Disney, parue en France en 1991 chez Dargaud. Son intrigue, décousue, est une adaptation très libre du roman Les Misérables de Victor Hugo.
Balthazar Picsou raconte à ses neveux Riri, Fifi et Loulou l'histoire de son ancêtre Picsou Valjeanjean, dont les aventures mouvementées auraient (selon Picsou) inspiré Victor Hugo pour son personnage de Jean Valjean pour son roman Les Misérables.

## Résumé

### Le forçat évadé

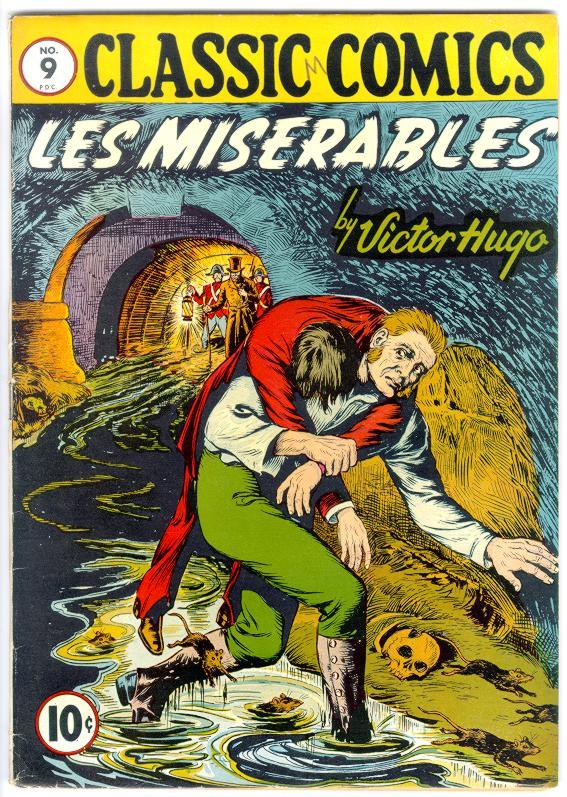
Une autre version en bande dessinée de Jean Valjean, plus fidèle, qui date des années 1950.

Picsou Valjeanjean est un homme honnête qui, après avoir volé du pain, est condamné à deux ans de prison. Il réussit à s'évader, et est recueilli par monsieur Myriel qui lui offre le gite et le couvert. Toutefois, Picsou Valjeanjean ne peut résister à la tentation : il s'enfuit dans la nuit avec les objets précieux de son hôte. Il est alors arrêté dans sa fuite par un brigadier qui le ramène chez Myriel. Ce dernier, plutôt que de le dénoncer, fait croire au policier qu'il avait offert les objets à Picsou Valjeanjean. Touché par cet acte de bonté, Picsou Valjeanjean décide de devenir un honnête homme, et fait le serment de ne jamais vendre les candélabres que lui a offert Myriel.

### L'auberge de Montfermeil
Peu de temps après, Picsou Valjeanjean, maintenant connu sous le nom de monsieur Madeleine, devient maire de Montreuil, et croit avoir fait la paix avec son passé. Toutefois, l'inspecteur Javert reconnait en lui l'homme qui s'était évadé quelques années plus tôt. Picsou Valjeanjean s'enfuit alors avec son argent et ses candélabres. Il arrive dans la forêt de Montfermeil, où il dort dans l'auberge tenue par les époux Thénardier. Ces derniers tentent de le voler pendant la nuit, mais Picsou Valjeanjean s'est enfui avant, avec Cosette, une fillette maltraitée depuis des années par les aubergistes, et pour qui il est pris d'affection. Tous deux s'enfuient vers Paris, où ils mènent une vie misérable (Picsou Valjeanjean n'ose pas montrer ouvertement sa richesse, de peur que Javert ne le retrouve) mais aimante.

### Le trésor de Charlemagne
Peu de temps après la fuite de Picsou Valjeanjean et Cosette, le père Thénardier rencontre Lacane, secrétaire de Napoléon avant sa chute. On apprend alors que les candélabres que monsieur Myriel a offert à Picsou Valjeanjean lui avaient été vendues par Thénardier, lui-même les ayant volés à Lacane. Lacane informe alors Thénardier que ces candélabres devaient mener au trésor de Charlemagne. Ils font alors vœu de retrouver Picsou Valjeanjean et de trouver le trésor.

### Monsieur Leblanc
Pendant toutes ces années où ils chercheront sans relâche Picsou Valjeanjean dans la capitale, celui-ci est devenu, sous le nom de monsieur Leblanc, un honnête citoyen, vivant dans la peur perpétuelle que Javert ne le retrouve. Cosette, elle, est devenue une jeune fille belle, coquette, mais dotée d'un fort caractère. Elle tombe amoureuse, lors d'une balade dans les jardins de Luxembourg, de Donald Pontmercy, un jeune poète sans le sou.

### L'enlèvement de Cosette
Mais Thénardier et Lacane, aidés par les Rapetou, une bande de voleurs, retrouvent la trace de Picsou Valjeanjean et enlèvent Cosette. Ils lui promettent de la libérer s'il leur donne les candélabres. Valjean accepte de bon cœur mais Donald, croyant bien faire, alerte la police, et c'est Javert qui arrive. Il reconnait immédiatement Picsou Valjeanjean, lequel s'enfuit avec les candélabres.

### Le triangle et le carré

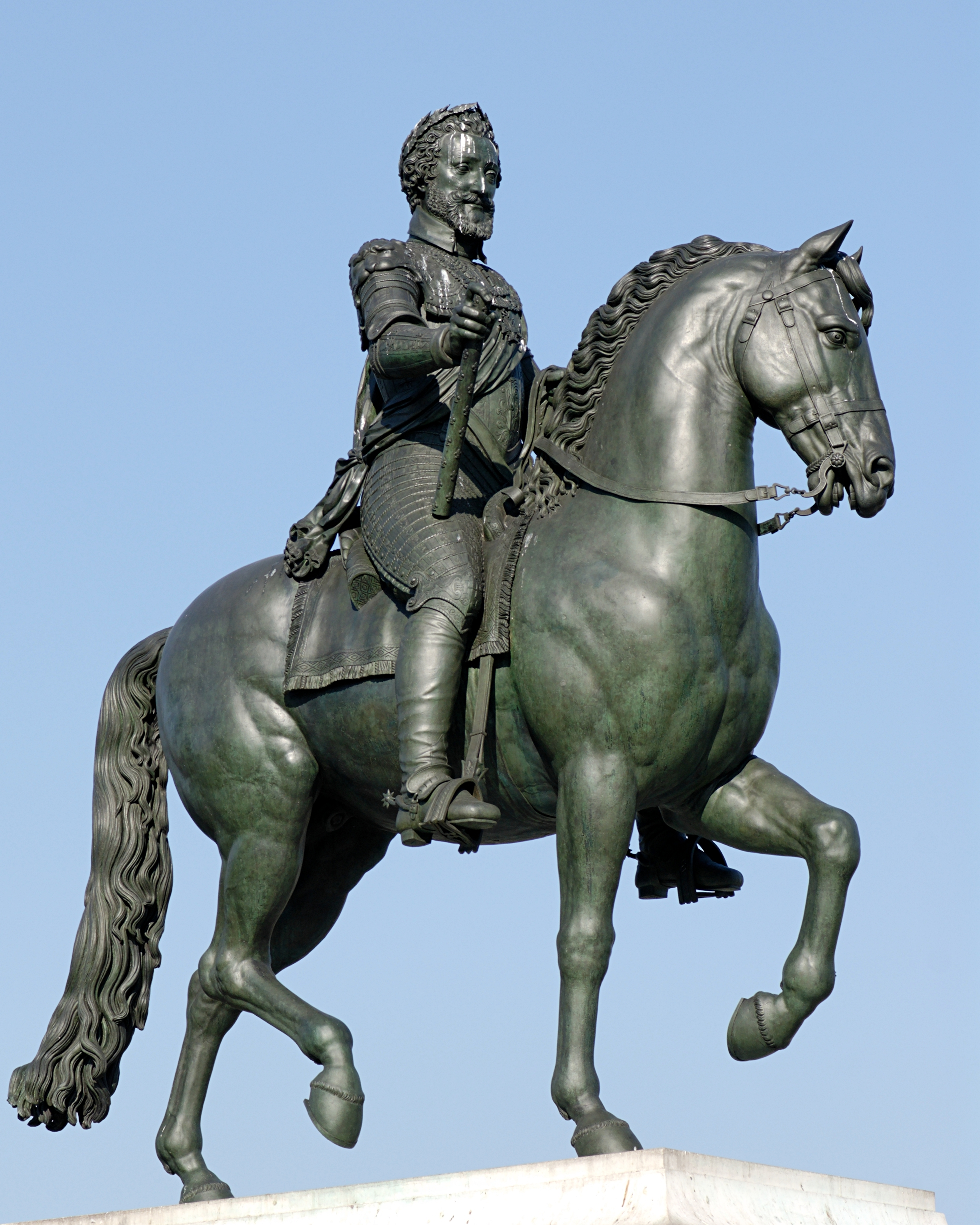
Statue équestre d'Henri IV, au Pont Neuf, dans laquelle est enfermé le parchemin découvert par les gamins de Paris.

Aidés par les amis de Donald, les gamins de Paris, Picsou Valjeanjean et le poète réussissent à trouver une cachette secrète dans la statue d'Henri IV, où ils découvrent un parchemin qui les informe de l'existence du trésor de Charlemagne. Il dévoile aussi l'accès sous forme d'énigme : Par des voies insolites, tu iras du triangle au carré. Si tu as de l'esprit et de la patience, avec l'aide des candélabres, tu trouveras le trésor de Charlemagne. Les gamins de Paris découvriront la solution : le carré est la forme de la place Royale et le triangle est celle de la place Dauphine. Il faut donc aller dans les souterrains allant de la place dauphine à la place royale. À ce moment, les Rapetou arrivent et s'emparent des candélabres et du parchemin sans remettre Cosette, mais ils ne comprennent pas l'énigme.

### Les égouts de Paris
Bien que sachant comment accéder au trésor, les héros préfèrent d'abord retrouver Cosette. Les Rapetou se sont enfuis des égouts : Javert, voulant les forcer à se rendre, veut inonder les égouts de Paris, leur repaire. C'est ainsi que Cosette est retrouvée par Donald, Picsou Valjeanjean et les gamins de Paris. Ils décident ensuite de continuer leur quête dans les égouts, malgré les réticences de Picsou Valjeanjean, qui ne cesse de rappeler le temps qu'il reste avant que les égouts soient inondés. Ils finissent par trouver le trésor, mais l'eau arrivant, ils sont obligés de sortir.

### La révélation
Lorsqu'ils sortent, Picsou Valjeanjean, las de fuir, se rend. Toutefois, Javert, à sa stupéfaction, lui annonce qu'il est libre, gracié pour ses services rendus à Montreuil, et qu'il le cherche depuis cinq ans pour lui annoncer cette nouvelle. Picsou Valjeanjean peut alors reprendre ses activités de maire, et vit heureux, entouré de Cosette, Donald et leurs enfants.

## Une adaptation libre desMisérables
Cette bande dessinée annonce dès sa première page : « Inspiré par le célèbre roman Les Misérables de Victor Hugo ». Toutefois, cette histoire n'en reprend que les éléments de base (la traque de Valjean par Javert, Cosette maltraitée par les Thénardier, son amour pour Marius Pontmercy, …) mais dérive ensuite vers une chasse au trésor totalement inédite chez Hugo.
Parmi les éléments absents dans cette semi-adaptation, on peut citer :
- La révolution de 1832, pourtant déterminante dans le roman
- Le personnage de Fantine
- L'amour d'Éponine pour Marius Pontmercy
- La fin solitaire de Valjean

De même, une certaine partie des personnages du roman apparaissent sous les traits de personnages Disney :
- Jean Valjean : Balthazar Picsou
- Cosette : enfant, elle ressemble à une des nièces de Daisy, adulte, elle ressemble à Daisy Duck
- Marius Pontmercy : Donald Duck
- Gavroche et ses frères : Riri, Fifi et Loulou
- les Thénardier : Pat Hibulaire et Gertrude